# 1832 год в науке
В 1832 году были различные научные и технологические события, некоторые из которых представлены ниже.

## События

### События без точных дат
- Образован Зоологический институт РАН (ЗИН РАН)
- Учреждена Виленская медико-хирургическая академия
- Учреждён Санкт-Петербургский государственный архитектурно-строительный университет

## Достижения человечества
- Российским учёным Павлом Шиллингом был создан первый электромагнитный телеграф с оригинальным кодом[1], публичная демонстрация которого состоялась 21 октября того же года.

### Открытия
- Дирихле доказал Великую теорему Ферма для n = 14.
- Янош Бойяи опубликовал свою версию неевклидовой геометрии («Аппендикс»).
- Количественное описание законов электролиза (М. Фарадей)
- Эварист Галуа перед роковой дуэлью написал своё «математическое завещание», тем самым по существу основав теорию групп и теорию Галуа.
- Впервые описан минерал уваровит.

### Новые виды животных
- Животные, описанные в 1832 году

## Родились
- 11 февраля — Дмитрий Илова́йский, русский историк (ум. 1920).
- 26 марта — Феддерсен, Беренд Вильгельм, немецкий физик.
- 18 августа — Вальтер фон Функе, немецкий учёный агроном.
- 4 ноября — Макс Финчгау, австрийский медик, физиолог; доктор медицины; член Леопольдины (ум. 1913)[2].
- 15 декабря — Густав Эйфель, французский инженер (ум. 1923).

## Скончались
- 13 мая — Жорж Леопольд Кювье, знаменитый французский естествоиспытатель, натуралист, основатель сравнительной анатомии и палеонтологии (род.1769).
- 30 мая — Эварист Галуа, французский математик и политик, автор теории алгебраических уравнений высших степеней с одним неизвестным (род. 1811).
- 24 августа — Сади Карно — французский физик.